# 헨리 래스본

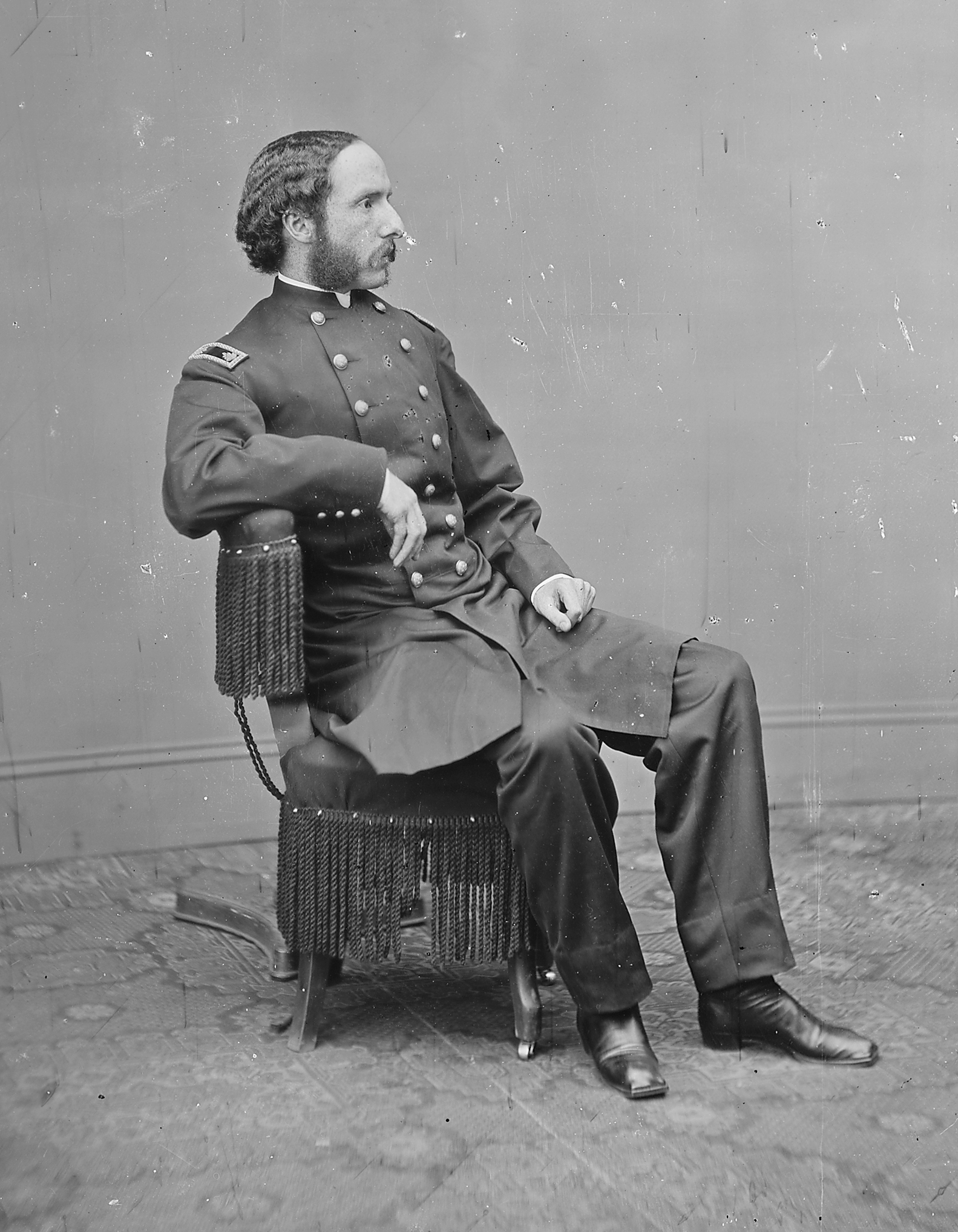
헨리 리드 래스본

헨리 래스본(영어: Henry Rathbone, 1837년 7월 1일 ~ 1911년 8월 14일)은 미국의 군인, 외교관이다. 그는 링컨 대통령 암살 사건 시 곁에 있었던 인물이었으며, 암살자 존 윌크스 부스가 포드 극장에서 링컨 대통령을 저격할 당시 포드 극장에서 약혼자인 클라라 해리스와 영부인 매리 토드 링컨과 함께 연극을 보고 있었다. 래스본 소령은 부스의 도주를 막으려고 시도했지만, 부스는 그를 찔러 중상을 입혔다.

## 같이 보기
- 링컨 대통령 암살 사건